# 서귀포시 성산일출도서관
서귀포시 성산일출도서관은 대한민국 제주특별자치도의 공공도서관이다.

## 연혁
제주도 남제주군(지금의 제주특별자치도 서귀포시)이 1998년에 개관하였다. 1999년 독서교실을 개설하였으며, 2000년에는 이동도서관을 개설하였다. 2002년과 2003년 연속 전국문화기반시설대회 도서관 농어촌 부문 장려상을 수상하였다.
2006년 행정구조 개편이 이루어지면서 남제주군이 운영하던 모든 도서관이 제주특별자치도로 이관되었다. 그러나 제주특별자치도의 의결기관인 제주특별자치도의회가 6개월만에 도서관 사무를 관할 행정시장이 맡도록 조례를 개정하면서, 기존 남제주군 소재 도서관의 사무는 관할 행정시인 서귀포시로 다시 이관되었다.

## 현황

### 소장 자료
2011년 4월 현재 도서 62,857책, 비도서 9,173점을 소장하고 있다.

### 시설
도서관 건물은 지하 1층, 지상 2층 규모로 제주특별자치도 서귀포시 성산읍 고성오조로 133에 위치하고 있다. 구체적인 자료실 및 편의시설 배치는 다음과 같다.
- 지하 1층 : (도서관 시설 없음)
- 1층 : 종합자료실, 아동열람실, 정기간행물실, 참고자료실, 문화관람실, 다문화자료실, 유아사랑방, 문화사랑방, 인터넷부스, CD부스, 안내데스크
- 2층 : 종합자료실, 향토자료실, 열람실, 휴게실, 다목적실

## 이용

### 이용 시간
- 열람실 : 08:00 ~ 22:00
- 아동열람실, 자료실 : 09:00 ~ 18:00
- 휴관일 : 매주 금요일, 1월 1일, 설·추석 연휴, 12월 31일

### 회원 자격
- 제주특별자치도 서귀포시 성산읍에 주민등록이 되어 있는 도민(3세 이상)
- 제주특별자치도 소재 직장인 및 학생
- 제주특별자치도 거주 외국인

### 자료 대출 규정
- 대출자격 : 회원증을 소지한 본인에 한해 도서 대출
- 대출권수 : 1인 5책
- 대출기한 : 14일